# The Great American Bash (WCW)
The Great American Bash è stato un evento in pay-per-view di wrestling organizzato annualmente dalla Jim Crockett Promotions sotto l'egida della National Wrestling Alliance tra il 1985 e il 1988 e poi dalla World Championship Wrestling (WCW) fino al 1992 e, di nuovo, tra il 1995 e il 2000.

## Edizioni
| Edizione        | Data                         | Città                | Sede                                                 | Main event                                                                   |
| --------------- | ---------------------------- | -------------------- | ---------------------------------------------------- | ---------------------------------------------------------------------------- |
| 1985 (Dettagli) | 6 luglio 1985                | Charlotte            | American Legion Memorial Stadium                     | Dusty Rhodes vs. Tully Blanchard                                             |
| 1986 (Dettagli) | 5 luglio 1986 26 luglio 1986 | Charlotte Greensboro | American Legion Memorial Stadium Greensboro Coliseum | Dusty Rhodes vs. Ric Flair                                                   |
| 1987 (Dettagli) | 4 luglio 1987                | Atlanta              | The Omni                                             | Dusty Rhodes, Nikita Koloff, Paul Ellering e Road Warriors vs. Four Horsemen |
| 1988 (Dettagli) | 10 luglio 1988               | Baltimore            | Baltimore Arena                                      | Lex Luger vs. Ric Flair                                                      |
| 1989 (Dettagli) | 23 luglio 1989               | Baltimore            | Baltimore Arena                                      | Ric Flair vs. Terry Funk                                                     |
| 1990 (Dettagli) | 7 luglio 1990                | Baltimore            | Baltimore Arena                                      | Ric Flair vs. Sting                                                          |
| 1991 (Dettagli) | 14 luglio 1991               | Baltimore            | Baltimore Arena                                      | Barry Windham vs. Lex Luger                                                  |
| 1992 (Dettagli) | 12 luglio 1992               | Albany               | Albany Civic Center                                  | Barry Windham e Dusty Rhodes vs. Steve Williams e Terry Gordy                |
| 1995 (Dettagli) | 18 giugno 1995               | Dayton               | Hara Arena                                           | Randy Savage vs. Ric Flair                                                   |
| 1996 (Dettagli) | 16 giugno 1996               | Baltimore            | Baltimore Arena                                      | The Giant vs. Lex Luger                                                      |
| 1997 (Dettagli) | 15 giugno 1997               | Moline               | The MARK of the Quad Cities                          | Randy Savage vs. Diamond Dallas Page                                         |
| 1998 (Dettagli) | 14 giugno 1998               | Baltimore            | Baltimore Arena                                      | The Giant vs. Sting                                                          |
| 1999 (Dettagli) | 13 giugno 1999               | Baltimore            | Baltimore Arena                                      | Kevin Nash vs. Randy Savage                                                  |
| 2000 (Dettagli) | 11 giugno 2000               | Baltimore            | Baltimore Arena                                      | Jeff Jarrett vs. Kevin Nash                                                  |